# Große Synagoge (Łęczna)

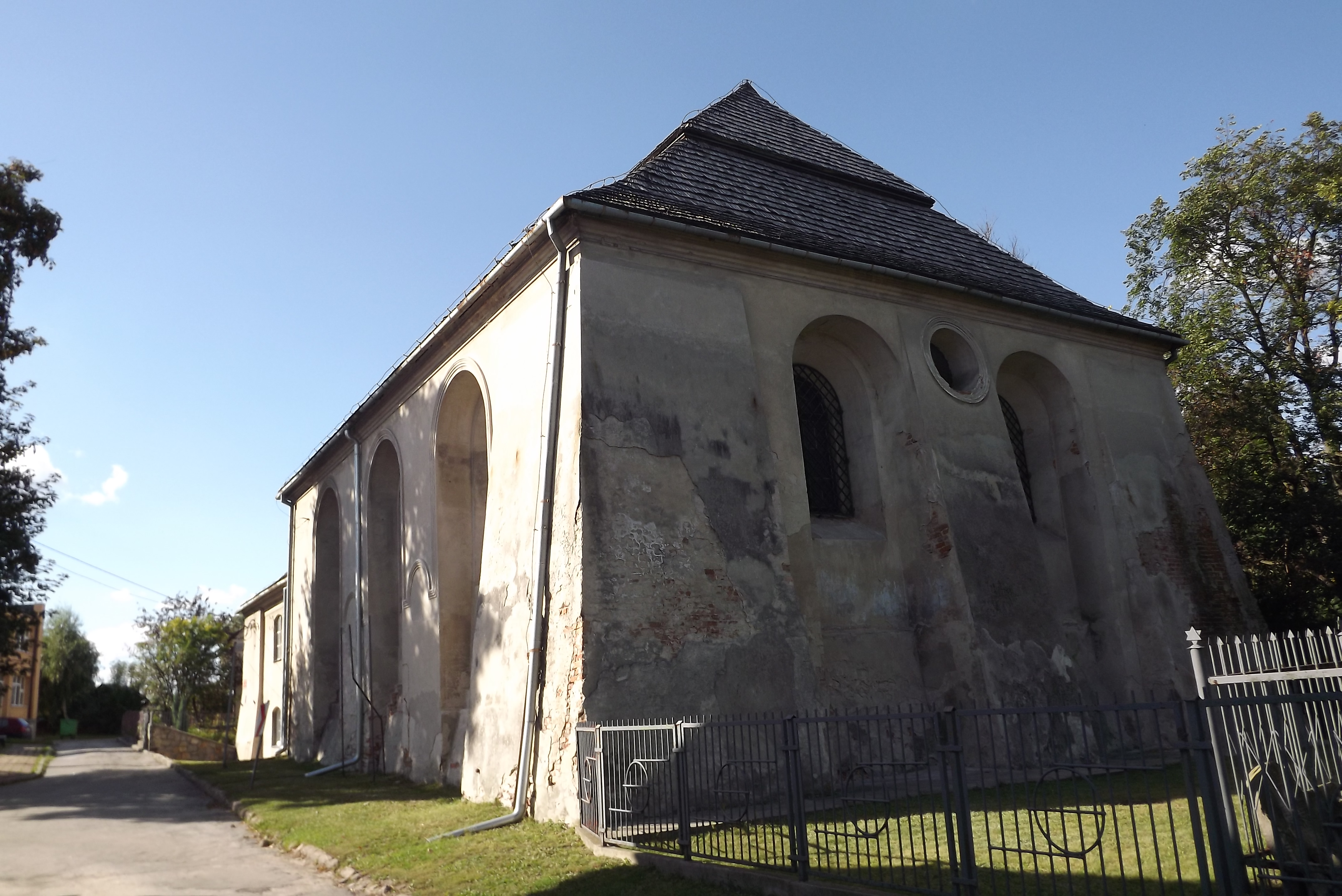
Außenansicht (2013)

Die Große Synagoge in Łęczna, einer Stadt in der polnischen Woiwodschaft Lublin, wurde Mitte des 17. Jahrhunderts gebaut. Sie beherbergt heute das Regionalmuseum.

## Geschichte
Die jüdische Bevölkerung erhielt 1648 die Erlaubnis zum Bau einer steinernen Synagoge. Diese wurde wahrscheinlich 1655 fertiggestellt. Ein großer Stadtbrand wenige Jahre später, im Jahr 1670, zerstörte sie vermutlich auch; ein weiteres großes Feuer 1846 zerstörte sie abermals. Nach dem Wiederaufbau war sie dann bis 1939 als Synagoge in Gebrauch.
Die deutsche Besatzungsmacht nutzte sie danach bis 1944 als Lager und ließ sie 1944 verwüstet zurück.
Ab 1953 wurde der Bau stabilisiert und die Synagoge 1957–1964 wieder aufgebaut, dabei wurden Teile original rekonstruiert und auch Bima und Toraschrein wieder hergestellt. Im Westen wurde der vorherige Anbau abgerissen und ein neuer, zweistöckiger errichtet. Seit 1996 befindet sich das Regionalmuseum in dem Gebäude; 2013 kam es unter die Schirmherrschaft der Union der jüdischen Gemeinschaften.

## Architektur

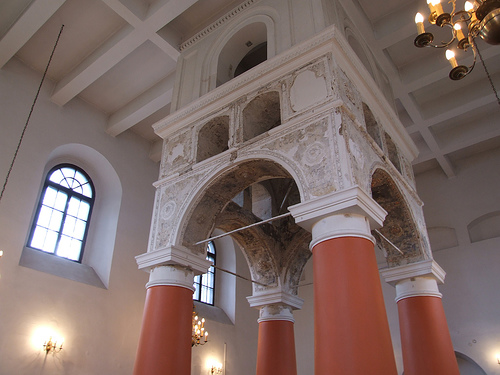
Stützbima

Die Synagoge steht im Norden der Stadt am Rand eines steil abfallenden Abhangs. Wahrscheinlich bestand sie zunächst nur aus der Haupthalle, dem Gebetsraum der Männer. Sie hat dicke Mauern mit Stützstreben (hauptsächlich an der Seite zum Abhang hin). Die Maße sind 15,80 × 9,40 m bei einer maximalen Höhe von 8,80 m. Bis zum Krieg hatte sie eine flache Holzdecke.
An den Längsseiten gibt es je drei hohe Rundbogenfenster und an der Ostwand, hinter der sich der Toraschrein befindet, sind es zwei weitere mit einem Okulus hoch oben zwischen ihnen. Die ursprüngliche Befensterung im Westen ist unbekannt.
Wann der ursprüngliche Anbau im Westen mit Vestibül und Frauenräumen darüber (der in den 1950er Jahren durch einen Neubau ersetzt wurde) gebaut wurde, ist ebenfalls nicht bekannt; er könnte durchaus schon beim Wiederaufbau 1670 errichtet worden sein. Der Frauenbereich hatte eine Reihe von Fensteröffnungen zur Haupthalle hin.
Die Bima in der Mitte der Halle stand zwischen vier massiven Säulen, die nach oben in ein baldachinähnliches Dach übergingen, und stützte die Decke ab. Dieser Typ verbreitete sich ab der zweiten Hälfte des 16. Jahrhunderts in Polen und ist als Stützbima bekannt.
Der Toraschrein mit Stuckdekorationen ist im Stil der Spätrenaissance und ist von zwei schlanken Säulen eingerahmt. Er reicht bis zum hoch angebrachten Okulus.